# Catocala innubens

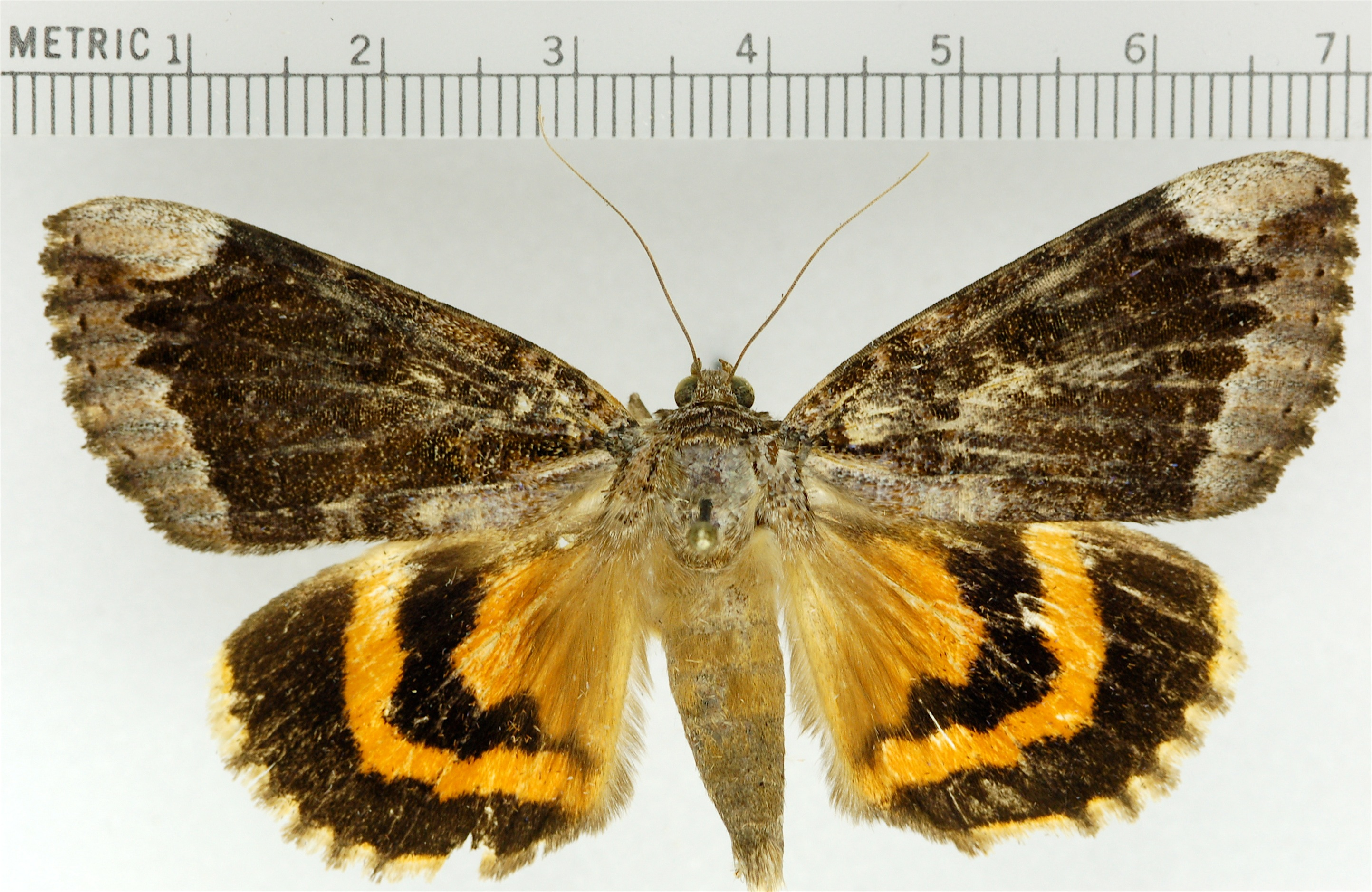

Catocala innubens là một loài bướm đêm thuộc họ Erebidae. Loài này có ở miền nam Ontario và Quebec (ở đó nó is rare) phía nam qua Michigan, Connecticut, Tennessee tới Florida và phía tây đến Texas và Oklahoma và phía bắc đến Wisconsin.
Sải cánh dài 55–72 mm. Con trưởng thành bay từ tháng 6 đến tháng 9 tùy theo địa điểm. Có một lứa một năm.
Ấu trùng ăn Gleditsia triacanthos.

## Hình ảnh

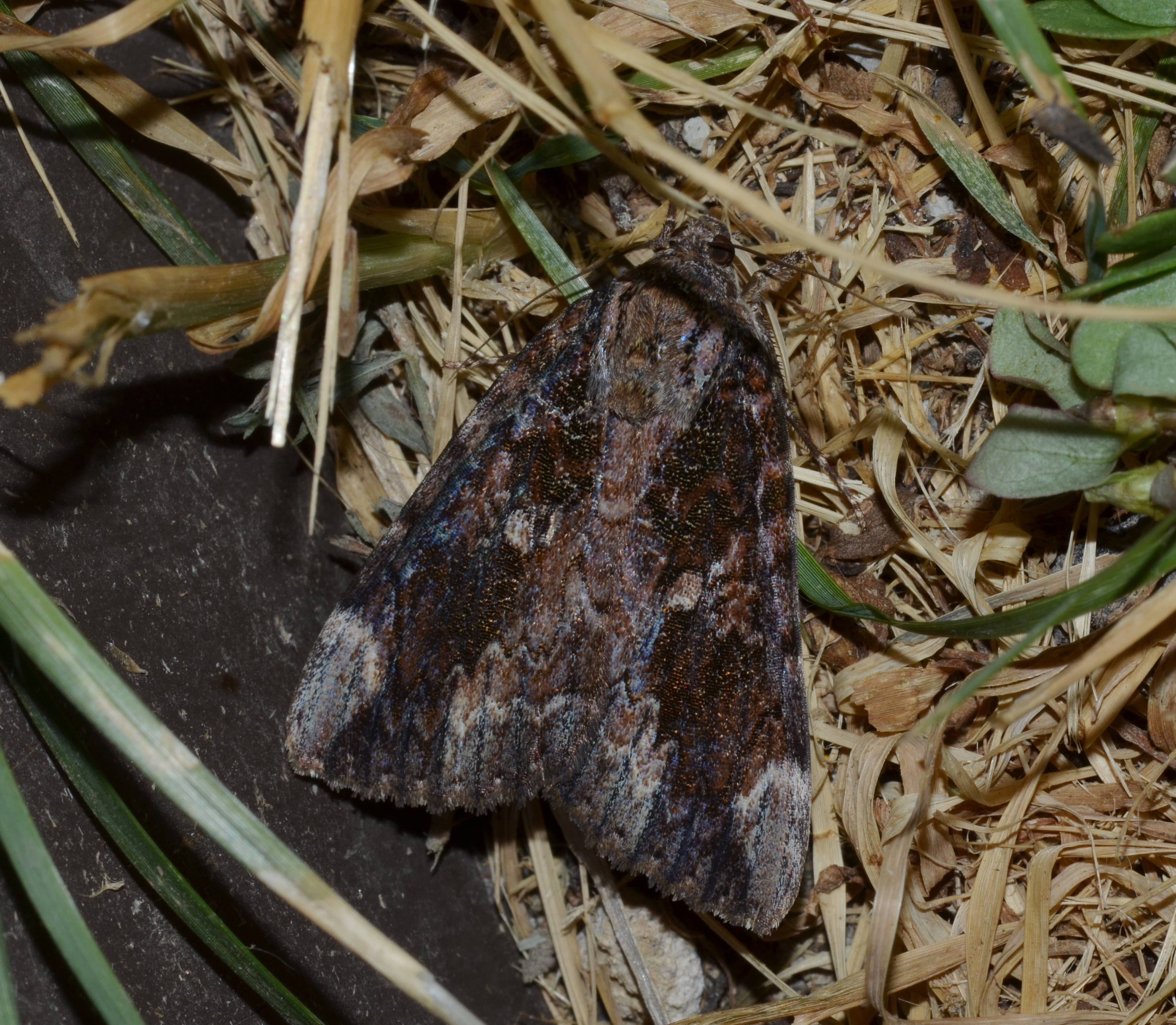
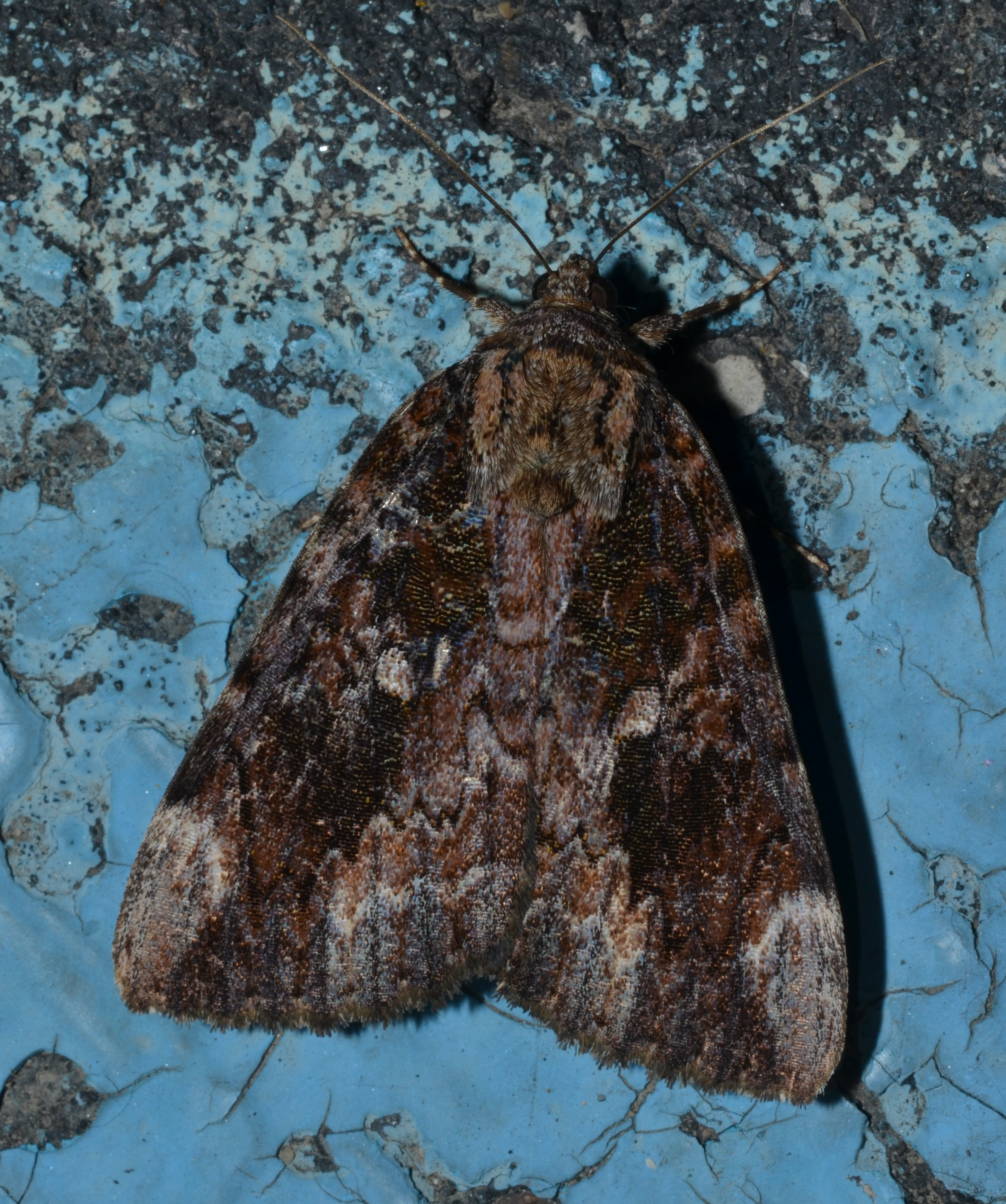
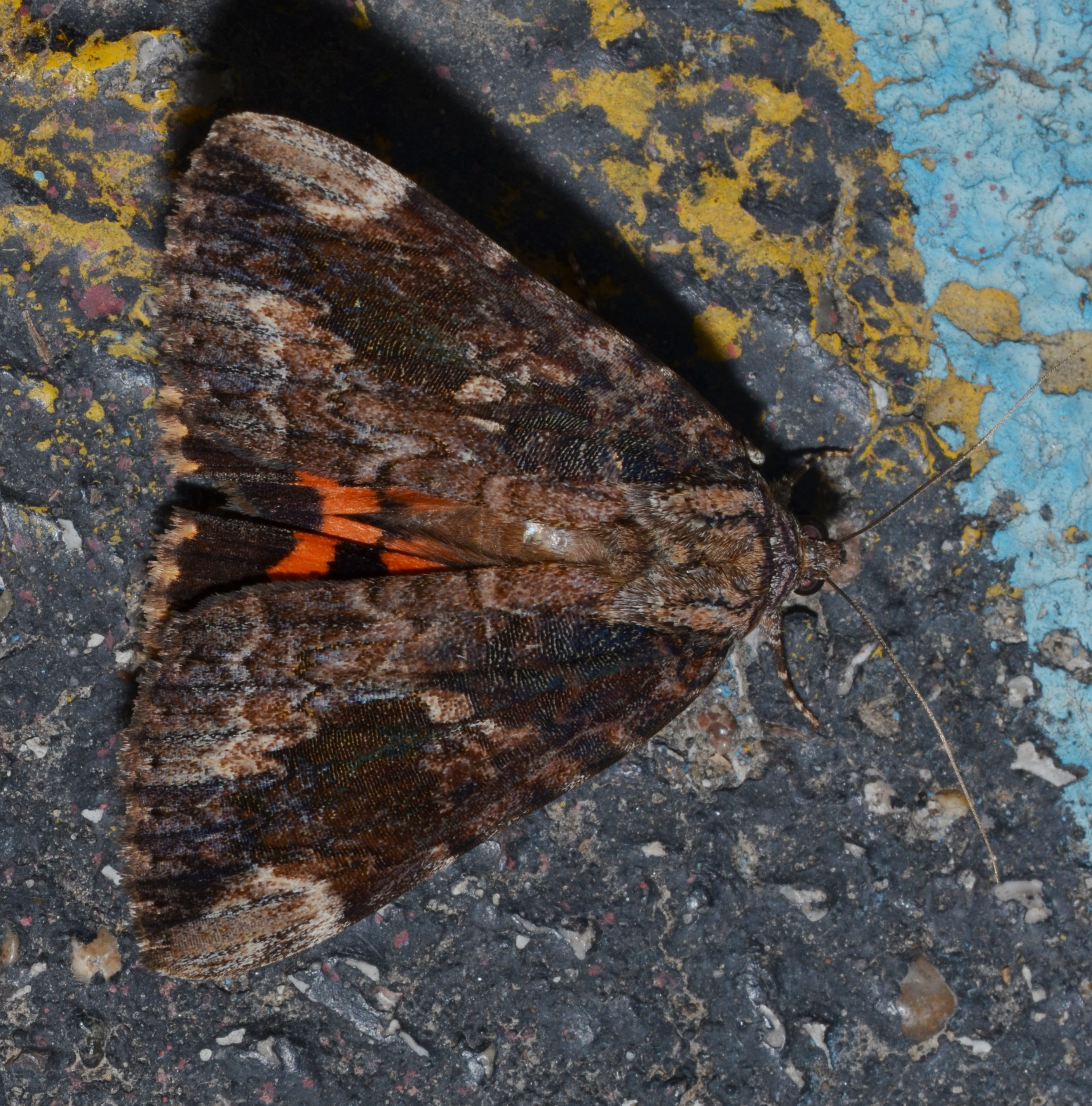
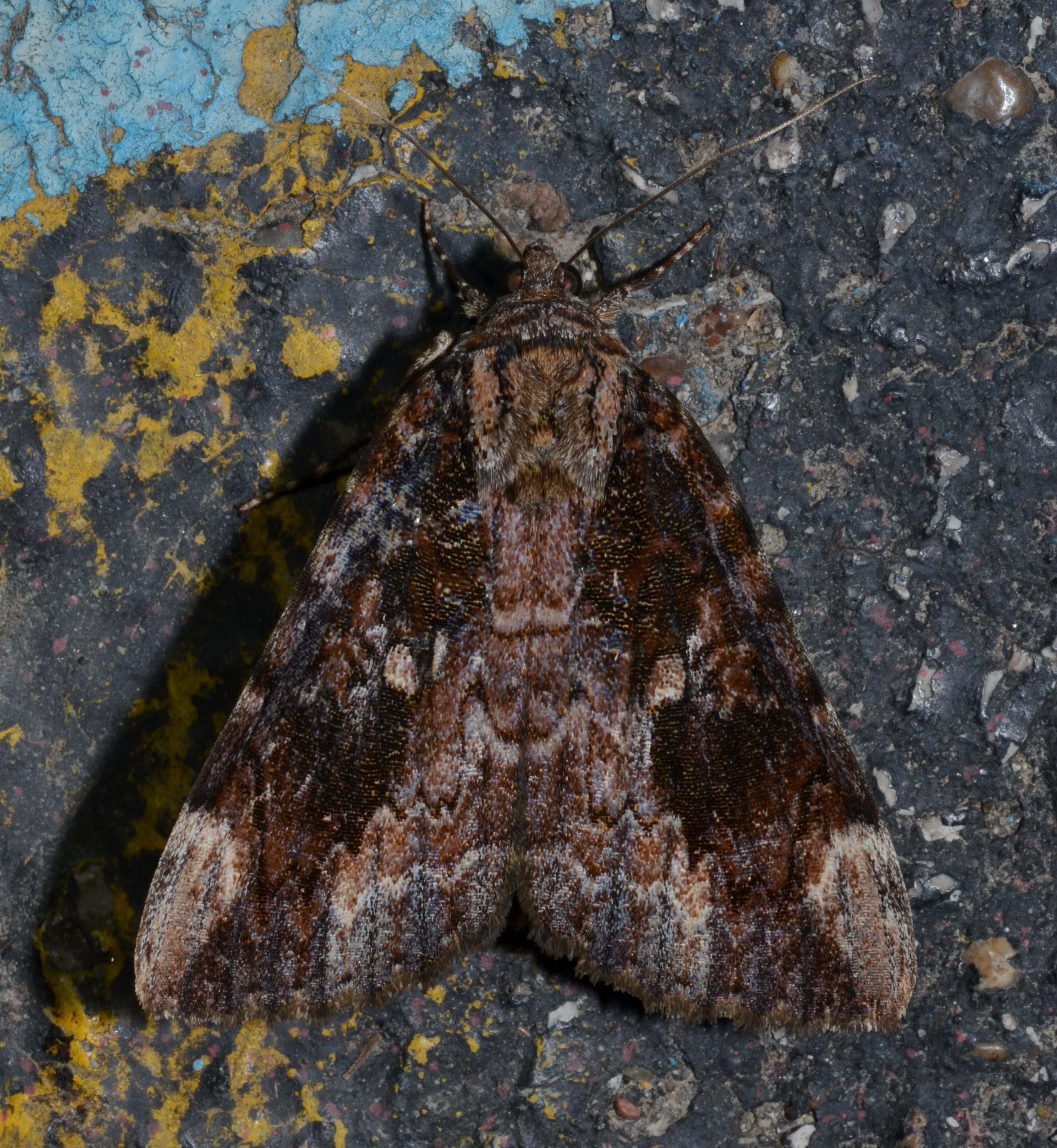